# سامر اسلم (۲۰۱۶)
 سامر اسلم (به انگلیسی: SummerSlam) یک رویداد غیر رایگان (Pay-Per-View) در کشتی حرفه‌ای است که توسط کمپانی دبلیودبلیوئی تهیه می‌شود و این دوره‌اش هم در ۲۱ آگوست ۲۰۱۶ و در مجموعه ورزشی بارکلِیز سنتر شهر بروکلین ایالت نو یورک برگزار شد. این رویداد بیست‌ونهمین سامراِسلم سالانه و دومین سامِراِسلم متوالی در بارکلیز سنتر بود. این اولین رویداد کمپانی پس از توسعه برند آن بوده و همچنین اولین قهرمان کمربند یونیورسال دبلیودبلیوئی در این رویداد مشخص شد.
۱۲ مسابقه در این رویداد برگزار شد که سه تای آن‌ها مسابقات آغازین(پیش نمایش) بودند. در چهار مسابقه که مهمترین مسابقات رویداد بودند، فین بالور در مقابل سث رالینز به پیروزی رسید تا اولین قهرمان کمربند یونیورسال دبلیودبلیوئی لقب بگیرد. در مسابقه مهم دیگر، دین امبروز مقابل دالف زیگلر پیروز شد تا کمربند دبلیودبلیوئی را همچمنان نزد خود نگه دارد. همچنین ای‌جی استایلز جان سینا را شکست داد تا به او نشان دهد که از او برتر است. نیکی بِلا هم که تازه دوران نقاهت را پشت سر گذاشته بود با حضور ناگهانی، تماشاگران را غافلگیر کرد.
در مسابقه اصلی و مهمترین مسابقه هم، براک لزنر به مصاف رندی اورتن رفت تا او را در هم بکوبد. لزنر به طرز وحشیانه‌ای به اورتن حمله کرد و باعث خون‌ریزی شدید اورتن شد تا با قانون تی‌کِی‌اُ یا ناک‌اوت فنی برنده مسابقه شود. ۱۰ بخیه به ناحیه پیشانی اورتن زده شد تا خون‌ریزی متوقف شود.

## زمینه‌سازی

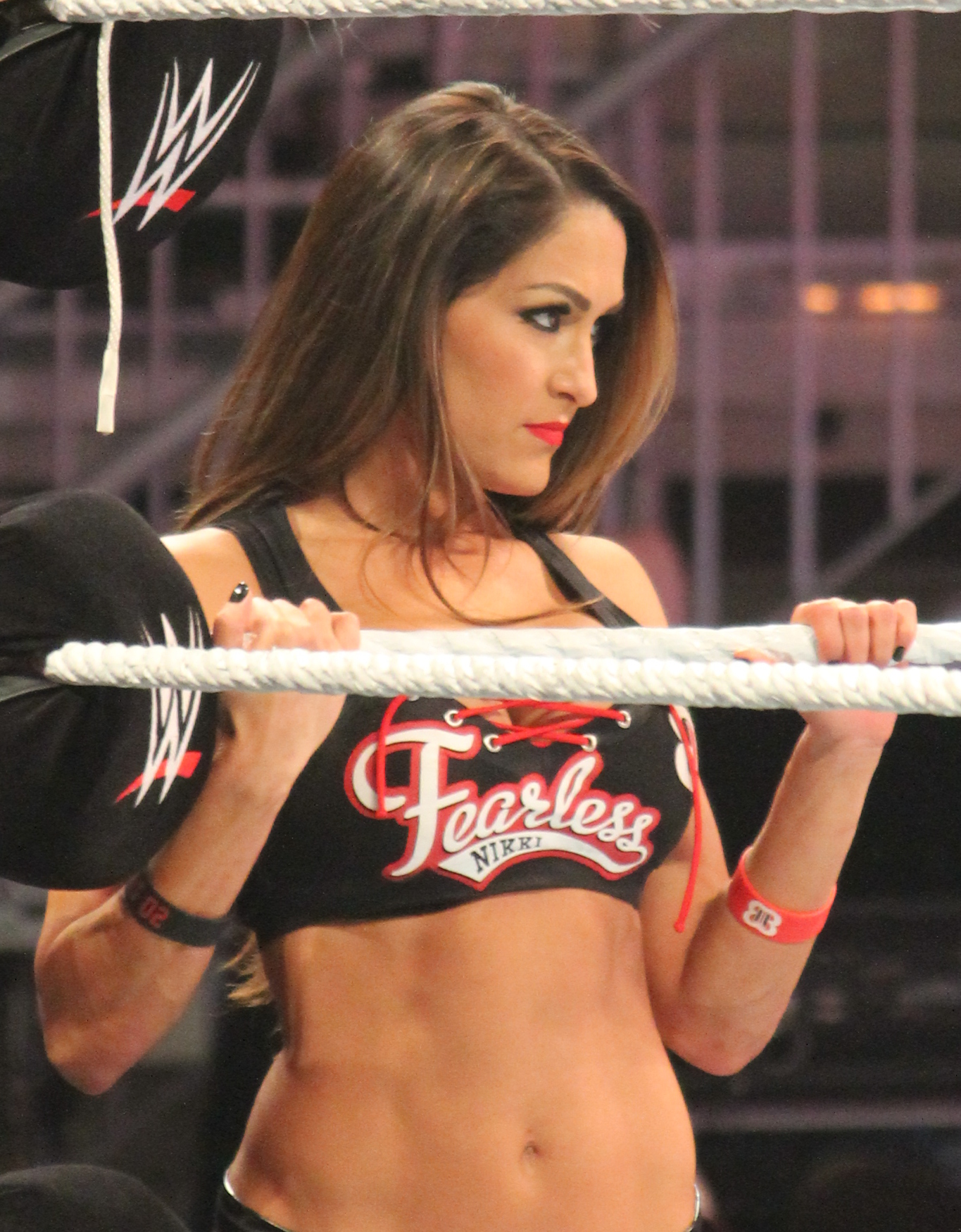
نیکی بلا در برنامه حلقه در طول یک قسمت از Raw در سپتامبر 2014 در مسابقات سامر اسلم

سامر اسلم شامل مسابقاتی بین دشمنی‌های موجود، ماجراهای پیش آمده و استوری‌هایی خواهد بود که پیش از این در برنامه‌های راو یا اسمک داون پخش شده بود. کشتی‌گیرها با توجه به مسابقات یا سری اتفاقاتی که برایشان رخ می‌دهد و تنش را به حد اکثر می‌رساند، نقش منفی یا قهرمان به خود می‌گیرند.

در اسمکدان 7 جولای اعلام شد که براک لزنر و رندی اورتن در این پی پر ویو به مصاف هم میروند .
بعد از اینکه دین امبروز که حالا عضوی از اسمک‌دان لایو بود در رزمگاه مقابل انتخاب شدگان راو در یک مسابقه تریپل ترت به برتری رسید و کمربند دبلیودبلیوئی را به اسمک‌داون لایو برد، برنامه راو، کمربندی جهانی در اختیار نداشت. بنابراین استفنی مک‌ماهون مدیر کنونی به همراه میک فولی جنرال منیجر کنونی برنامه راو در این برنامه که شب بعد برگزار شد و اولین راو پس از توسعه برندها بود، اعلام کرد که یک کمربند جدید برای برند راو در نظر گرفته شده و نام آن کمربند یونیورسال دبلیودبلیوئی خواهد بود و اولین قهرمان آن در یک مسابقه تک نفره در سامراسلم مشخص خواهد شد. سث رالینز بدون هیچ مسابقه‌ای به عنوان یک طرف آن مسابقه انتخاب شد، چرا که او در مسابقه تریپل ترت در رزمگاه پین نشده بود. طرف دیگر مسابقه باید در همان شب در راو و طی دو مسابقه مرگبار چهارجانبه انتخاب میشد؛ دو مسابقه برگزار شد و در یکی رومن رینز و در دیگری فین بالور برنده شدند و در همان شب در نهایت این دو با هم مسابقه دادند تا رقیب رالینز در سامراسلم مشخص شود. بالور سرانجام مقابل رینز پیروز شد تا رقیب رالینز شود.
در اسمک‌دان لایو ۲۶ جولای، شین مک‌ماهون مدیر کنونی به همراه دنیل براین جنرال منیجر کنونی آن برنامه، اعلام کردند که در آن شب باید یک مسابقه شش نفره برگزار شود و برنده آن مقابل قهرمان کنونی کمربند دبلیودبلیوئی یعنی دین امبروز در سامراسلم برای کمربند دبلیودبلیوئی مسابقه دهد. آن‌ها برای مسابقه شش‌نفره ای. جی. استایلز، دالف زیگلر، جان سینا، بارون کوربین، بری وایت را انتخاب کردند و برای انتخاب نفر ششم یک مسابقه بتل رویال انجام شده که برنده ان اپولو کروز بود.در مسابقه سیکس پک چلنج یا همان مسابقه شش نفره دالف زیگلر موفق به پین کردن استایلز و رقیب امبروز در سامراسلم شد.

در شو راو بعد رزمگاه، ساشا بنکس و شارلوت یک مسابقه بر سر کمربند زنان داشتند که ساشا در عین ناباوری و پس از مدت‌ها توانست کمربند را از دست شارلوت بگیرد و قهرمان جدید زنان شود. پنج روز بعد قرار شد این دو در مقابل هم بر سر کمربند زنان در سامر اسلم مسابقه دهند.

در شو اسمکدان 2 آگوست یک مسابقه بین بارون کوربین و کالیستو و اپولو کروز برگزار شد و قرار شد که برنده این مسابقه در مقابل د میز در سامراسلم بر سر کمربند بین قاره‌ای مسابقه دهد که آپولو کروز برنده توانست با رول کردن کالیستو برنده این مسابقه شود.

## مسابقات ثبت شده
| #                                                                                                 | نتایج | نوع مسابقه                                                                              | مدت زمان |
| ------------------------------------------------------------------------------------------------- | --- | --------------------------------------------------------------------------------------- | -------- |
| ۱پ                                                                                                | امریکن آلفا (جیسون جردن و چاد گیبل)، د هایپر بروز (زک رایدر و موجو رالی) و د اوسوس (جیمی و جِی اوسو) مقابل بریزانگو (فاندانگو و تایلر بریز)، د اَسِنشِن (کانِر و ویکتور) و د وودویلنز (ایدن اینگلیش و سایمون گاچ) | مسابقه تگ تیم ۱۲ نفره                                                                   | 14:32    |
| ۲پ                                                                                                | سمی زین و نِویل مقابل د دادلی بویز (بابا ری دادلی و دی-وان دادلی) | مسابقه تگ تیم                                                                           | 7:55     |
| ۳پ                                                                                                | شیمس پیروز مقابل سِزارو | مسابقه هفت مرحله‌ای; این نوع مسابقه برای اولین بار برگزار شد.                            | 14:10    |
| ۴                                                                                                 | جری-کی‌او (کریس جریکو و کِوین اُوِنز) پیروز مقابل اِنزو اَموره و بیگ کَس | مسابقه تگ تیم                                                                           | 12:08    |
| ۵                                                                                                 | شارلوت پیروز مقابل ساشا بنکس (c) | مسابقه تک نفره برای قهرمانی کمربند زنان در حالیکه دینا بروک از حضور کنار رینگ محروم بود | 13:51    |
| ۶                                                                                                 | د میز (c) (با همراهی مریس) پیروز مقابل آپولو کروز | مسابقه تک نفره برای قهرمانی کمربند بین قاره‌ای                                           | 5:45     |
| ۷                                                                                                 | ای‌جی استایلز پیروز مقابل جان سینا | مسابقه تک نفره                                                                          | 23:10    |
| ۸                                                                                                 | گالوز و اندرسون پیروز مقابل د نو دی (کوفی کینگستون و زِیویِر وودز) (c) (با همراهی جان استوارت) با سلب صلاحیت                                                                                                   | مسابقه تگ تیم برای قهرمانی کمربندهای تگ تیم                                             | 9:09     |
| ۹                                                                                                 | دین امبروز (c) پیروز مقابل دالف زیگلر | مسابقه تک نفره برای قهرمانی کمربند دبلیودبلیوئی                                         | 15:18    |
| ۱۰                                                                                                | ناتالیا، الکسا بلیس و نیکی بِلا پیروز مقابل بکی لینچ، نِیومی و کارمِلا | مسابقه تگ تیم شش نفره                                                                   | 11:07    |
| ۱۱                                                                                                | فین بالور پیروز مقابل سث رالینز | مسابقه تک نفره برای تعیین اولین قهرمان کمربند یونیورسال دبلیودبلیوئی                    | 19:24    |
| ۱۲                                                                                                | براک لزنر (با همراهی پل هیمن) پیروز مقابل رندی اورتن با تی‌کِی‌اُ(ناک‌اوت فنی) | مسابقه تک نفره                                                                          | 11:45    |
| - (c) – نشان‌دهنده قهرمان(هایی) است که به میدان می‌روند - پ – نشان‌دهنده این است که مسابقه در پری–شو | |                                                                                         |          |

- مسابقه روسف مقابل رومن رینز بر سر کمربند ایالات متحده به علت مصدوم شدن روسف توسط رومن رینز قبل از شروع این مسابقه برگزار نشد.[۲۰]

## موضوعات مرتبط
سامِراِسلم
فهرست قهرمانان کنونی دبلیودبلیوئی